# Nguyên Mưu
Nguyên Mưu (tiếng Trung: 元谋县, Hán Việt: Nguyên Mưu huyện) là một huyện thuộc Châu tự trị dân tộc Di Sở Hùng tại tỉnh Vân Nam, Cộng hòa Nhân dân Trung Hoa. Huyện này có diện tích 2021,69 km2, dân số năm 2002 là 206.528 người. Huyện lỵ tại trấn Nguyên Mã.

## Các đơn vị hành chính
Huyện Tường Vân quản lý các đơn vị hành chính sau:
- Các trấn: Nguyên Mã, Năng Vũ, Hoàng Qua Viên
- Các hương: Hoa Đồng, Dương Nhai, Lão Thành, Bình Điền, Tân Hoa, Lương Sơn, Tư Lâm, Vật Mậu, Giang Biên, Khương Dịch,.

Huyện này có 79 hội đồng thôn dân.